# Палач, Кристиан
Кри́стиан Па́лач (пол. Krystian Palacz; 19 июля 2003, Познань) — польский футболист, защитник польского клуба «Мотор» и молодёжной сборной Польши.

## Клубная карьера
Кристиан Палач родился в городе Познань и заниматься футболом начал в школе местного клуба «Лех». В 2020 году футболиста начали привлекать к играм дублирующего состава «Леха». Тогда же футболист провёл три поединка в первой команде.
Вторую половину сезона Палач провёл в аренде в клубе Первой лиги «Сандецья». Перед началом сезона 2023/24 Палач покинул расположение «Леха» и перешёл в другой клуб Первой лиги «Мотор» из Люблина.

## Карьера в сборной
С 2023 года Кристиан Палач является игроком молодёжной сборной Польши.